# Agremiação Sportiva Arapiraquense
Agremiação Sportiva Arapiraquense, eller vanligen ASA eller ASA de Arapiraca, är en fotbollsklubb från Arapiraca i delstaten Alagoas i Brasilien. Klubben grundades den 25 september 1952 som "Associação Sportiva Arapiraquense", men bytte namn till det nuvarande namnet den 4 september 1977. Klubben har vunnit distriktsmästerskapet i Alagoas, Campeonato Alagoano, vid sju tillfällen (per 2011), varav den senaste just 2011 och den första titeln 1953. Klubbens största nationella framgång har fram till 2011 varit en andra plats i Série C och ett deltagande i Série B.